# متحف أرامكو السعودية
متحف أرامكو السعودية، أحد متاحف المنطقة الشرقية , أسسته شركة أرامكو السعودية , تم إنشاء متحف أرامكو السعودية لإبراز المظهر الحضاري والتاريخي لصناعة الزيت في المملكة العربية السعودية، ويمحتوي المتحف على عرض عن التراث الفني العربي الإسلامي وعن أصل الزيت وتكوينه في الطبيعة وطرق البحث عنه وقصة شركة الزيت العربية السعودية أرامكو مع استعمال الوسائل التقنية الحديثة في طرق العرض والإيضاح.

## فكرة المتحف
انبثقت فكرة إقامة هذا المتحف سنة 1401هـ/1981م، ثم تطور حتى أصبح في عام 1407هـ/1987م في صرح يجمع بين التقنية البترولية والخبرة العلمية.

## المفاهيم الأساسية التي أرتكز عليها المتحف
- أرادات أرامكو من خلال إقامتها للمتحف أن يكون متحفاً غير مألوفاً ليس في المملكة العربية السعودية فحسب بل في منطقة الشرق الأوسط.
- أرادت أرامكو أن لا يكون مجرد مكان يقتصر على التعرف على الزيت والغاز في المملكة، بل داراً للعلم المقترن بالمنفعة من خلال معروضاته التي تشير إلى التفكير والاكتشاف الذاتي
- أرادت أرامكو أن تجعل المبنى والمعروضات التي يضمها تتسم بالجمال والاتساق والفائدة
- حرصت أرامكو على إبراز أهمية التراث الفني والتقني للعالم الإسلامي والربط بين نماذج مختارة من إنجازات المفكرين العرب المسلمين وبين إنجازات العصر الحديث والتقنية البترولية في المملكة
- يبرز المعرض المفاهيم العلمية العامة، مع التركيز على الشيء الذي يرتبط بتقنية البترل والغاز في المملكة
- الرغبة الشديدة التي أبدتها أرامكو من عدم اقتصار المتحف على زيارات الرحلات المدرسية بل إتاحة الفرصة للتربويين من خلال إثراء المناهج المدرسية
- أرادت أرامكو أن تجعل من المتحف مقصداً للزائرين على اختلاف لغاتهم من خلال تعيين مرشدين اللغات، وعرض معروضاته باللغتين العربية والإنجليزية.[3]

## الزيارة
- السبت حتى الأربعاء: من الساعة الثامنة صباحاً حتى الساعة السادسة والنصف مساء.
- الخميس: من الساعة التاسعة صباحاً حتى الثانية عشر ظهراً.
- الجمعة: من الثالثة عصراً حتى السادسة والنصف مساءً.

## وصلات خارجية
- متحف أرامكو.. إبداع الحاضر وعراقة التراث
- متحف أرامكو السعودية